# Jetfins

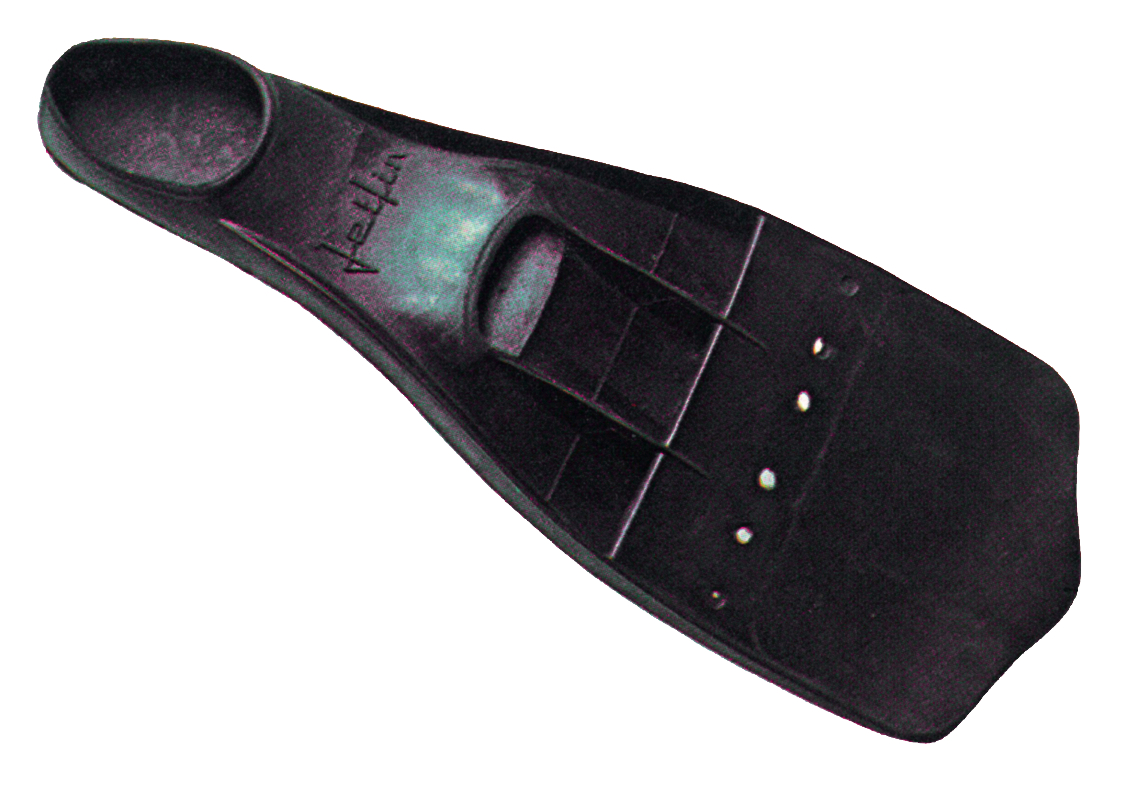
Jetfins gesloten hiel

Jetfins zijn de zwemvinnen die het eerst uitgevonden werden. Ze werden in 1964 op de markt gebracht door uitvinder en onderwaterpionier Georges Beuchat.
Jetfins werden gemaakt in 4 versies; gesloten hiel, open hiel, gesloten hiel met hielbandjes en gesloten hiel halve lengte.
Jetfins worden als een mijlpaal van de industrie aangemerkt met meer dan 1.000.000 paar vinnen die verkocht waren sinds hun verschijnen op de markt.
Beuchat Jetfins worden ook in een openhiel versie verkocht voor beroepsduikers en voor militair gebruik.
De naam Jetfin en hun concept werden in 1970 verkocht aan Scubapro.

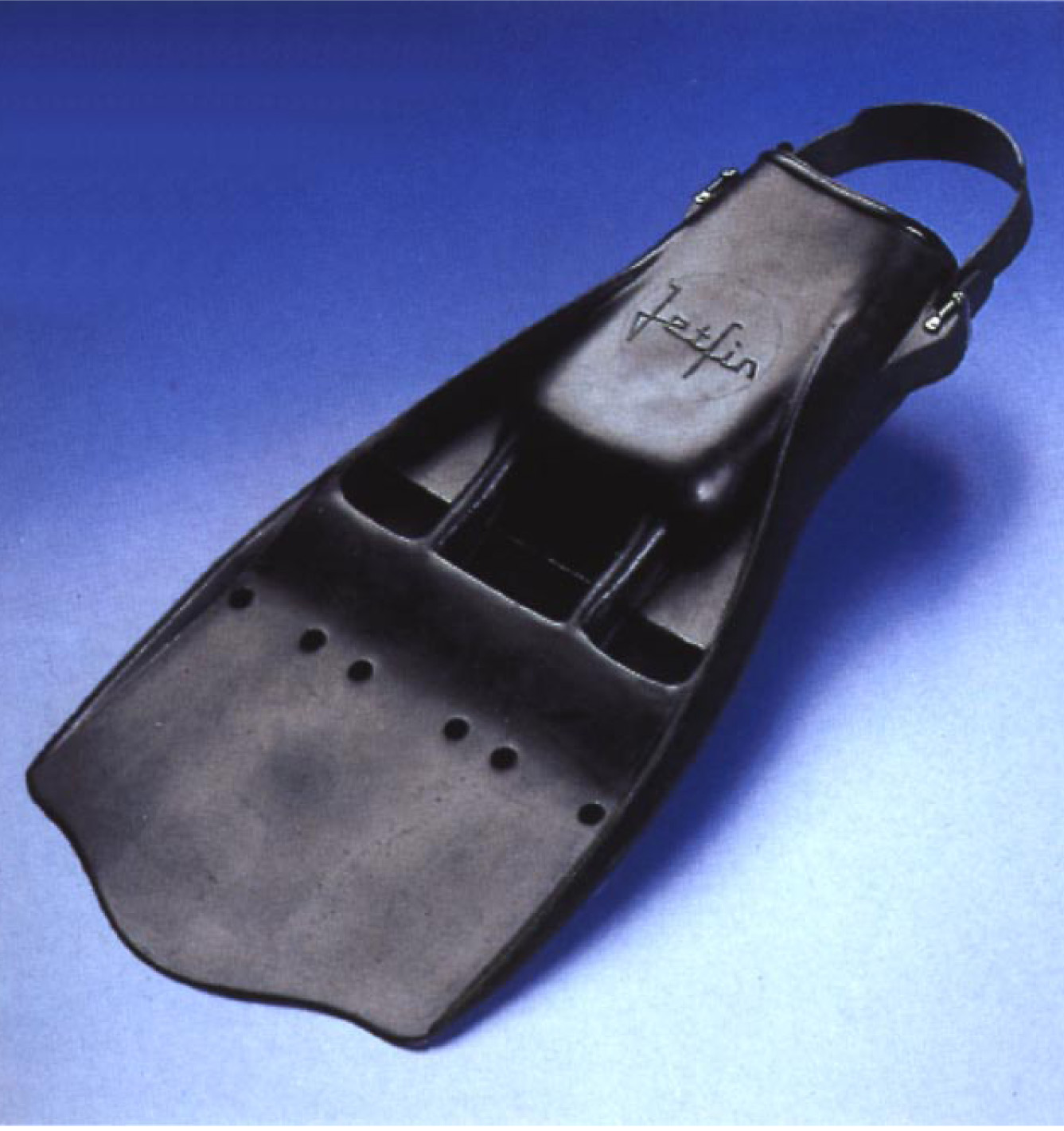
Jetfins open hiel